# Sauce verte de Chausey
La sauce verte de Chausey est une spécialité culinaire de Normandie,.
Il s’agit de 3 échalotes hachées, 2 gousses d'ail et de beaucoup de persil haché dans du beurre revenus à feu assez doux auxquels on ajoute 1 bonne cuillerée à soupe de moutarde et un filet de vinaigre. Une fois les échalotes cuites, on ajoute 3 cuillerées de crème fraîche, beaucoup d’estragon haché, du sel et du poivre.
Elle accompagne divers poissons tels que la truite ou les rougets.